# Stimold-MIF Chișinău
Stimold-MIF Chișinău a fost un club de fotbal din Chișinău, Republica Moldova. Echipa a fost fondată în 1996 prin fuziunea a două cluburi, Stimold și MiF Chișinău. A evoluat două sezoane în Divizia "A" și un sezon în Divizia Națională, înainte de a se desființa în 1998.